# GOES 14
GOES 14, được biết đến với cái tên GOES-O trước khi lên quỹ đạo hoạt động, là một vệ tinh khí tượng của Hoa Kỳ, là một phần của hệ thống Vệ tinh Môi trường Hoạt động Địa tĩnh (Geostationary Operational Environmental Satellite - GOES) của Cơ quan Quản trị Khí quyển và Đại dương Quốc gia (National Oceanic and Atmospheric Administration - NOAA) của Mỹ. Con tàu vũ trụ được lắp ráp bởi Boeing và được đặt trên bus BSS-601. Nó là vệ tinh GOES thứ hai trong số ba vệ tinh sử dụng bus BSS-601, sau GOES 13 thứ được phóng vào tháng 5 năm 2006.
Nó được phóng bởi United Launch Alliance trên tên lửa Delta IV-M+(4,2) lúc 22:51 GMT vào ngày 27 tháng 6 năm 2009, từ Space Launch Complex 37B tại Trạm không quân Mũi Canaveral. Khi lên tới quỹ đạo địa tĩnh, nó được đặt lại ký hiệu là GOES 14. Nó trải qua một chuỗi kiểm tra hậu phóng kéo dài sáu tháng trước khi hoàn thành pha "kiểm tra" và sau đó được đặt vào "chế độ dự trữ quỹ đạo" tức dự phòng. Hình ảnh đầy đĩa đầu tiên của nó được gửi vào ngày 27 tháng 7 năm 2009.
GOES 14 được sử dụng để giám sát Bão Sandy song song với GOES 13 đã sửa xong và sau đó quay trở lại chế độ dự trữ. GOES 14 được tái kích hoạt vào ngày 23 tháng 5 năm 2013 sau khi GOES 13 xuất hiện một bất thường nữa.